# Grupo SomZoom
Grupo SomZoom é um conglomerado de empresas fundadas pelo empresário brasileiro Emanuel Gurgel. As atividades foram iniciadas em 1 de dezembro de 1991, com sociedade de Antonio Trigueiro Neto e sua atividade principal é concentrada em empresas de entretenimento, como casas de shows, agenciamento de bandas de forró, uma rede de rádio de mesmo nome, dentre outros relacionados.

## Empresas do grupo

### Radiodifusão
- Rede SomZoom Sat — rede de rádio popular.
  - FM Maior (FM 93,3 MHz, Baturité)
  - SomZoom Sat Pentecoste (FM 91,9 MHz, Pentecoste)
- TV SomZoom — webtv com conteúdo popular, dedicando sua programação ao humor regional.

### Entretenimento

#### Bandas
- Mastruz com Leite[3][4]
- Cavalo de Pau
- Catuaba com Amendoim
- Mel com Terra
- Calango Aceso
- Banda Aquarius[5]

#### Casas de show
- Casa de Forró
- Casa de Reboco
- Parque de Vaquejada Mastruz com Leite
- Clube do Vaqueiro

#### Gravações e eventos
- Editora Passaré — gravadora que edita e publica os lançamentos dos artistas contratados.
- SomZoom Eventos — empresa de eventos.
- SomZoom Studio — estúdio de gravação.

### Outras empresas
- Briquetes Mastruz com Leite — empresa especializada na produção de briquetes.
- Gurgel Malhas — empresa especializada em têxtil e fabricação de peças de roupa.
- Poço Doce — empresa que comercializa água de coco.